# Jastrzębia (powiat Wadowicki)

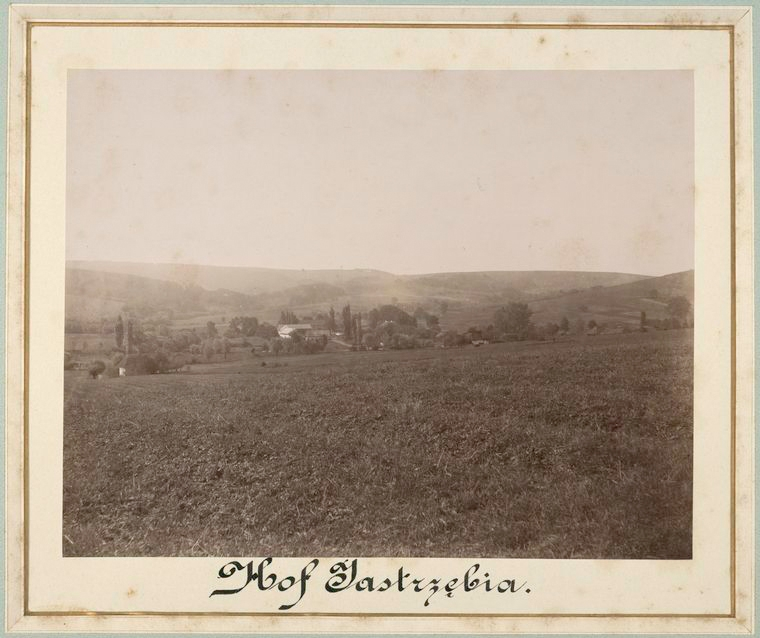
Jastrzębia in 1897

Jastrzębia is een dorp in de Poolse woiwodschap Klein-Polen. De plaats maakt deel uit van de gemeente Lanckorona en telt 550 inwoners.